# Joseph de Bernet
Joseph du Bernet, baron de Serin, conseiller d'État, est né à Bordeaux vers 1580. Il est reçu le 10 novembre 1636, Premier président au parlement de Provence. Fils de Jean, baron de Salignac-Talence, conseiller au parlement de Bordeaux, et de Béatrix Catherine de Chimbaud, il épouse en 1605 Catherine de Benoist et, en deuxièmes noces, le 5 février 1633, Marguerite de Serin. Joseph du Bernet est mort à Limoges, le 19 mai 1652, étant Premier président au parlement de Bordeaux.